# Thermoanaerobacter acetoethylicus
Thermoanaerobacter acetoethylicus è una specie di batterio appartenente alla famiglia delle Thermoanaerobacteriaceae.